# You Still Do
You Still Do es una canción del artista de música country estadounidense TG Sheppard. Fue lanzado en octubre de 1988 como segundo sencillo de su álbum Crossroads . La canción alcanzó el puesto 14 en la lista Billboard Hot Country Singles.  La canción fue escrita por Casey Kelly y Lonnie Wilson.